# 动物产品

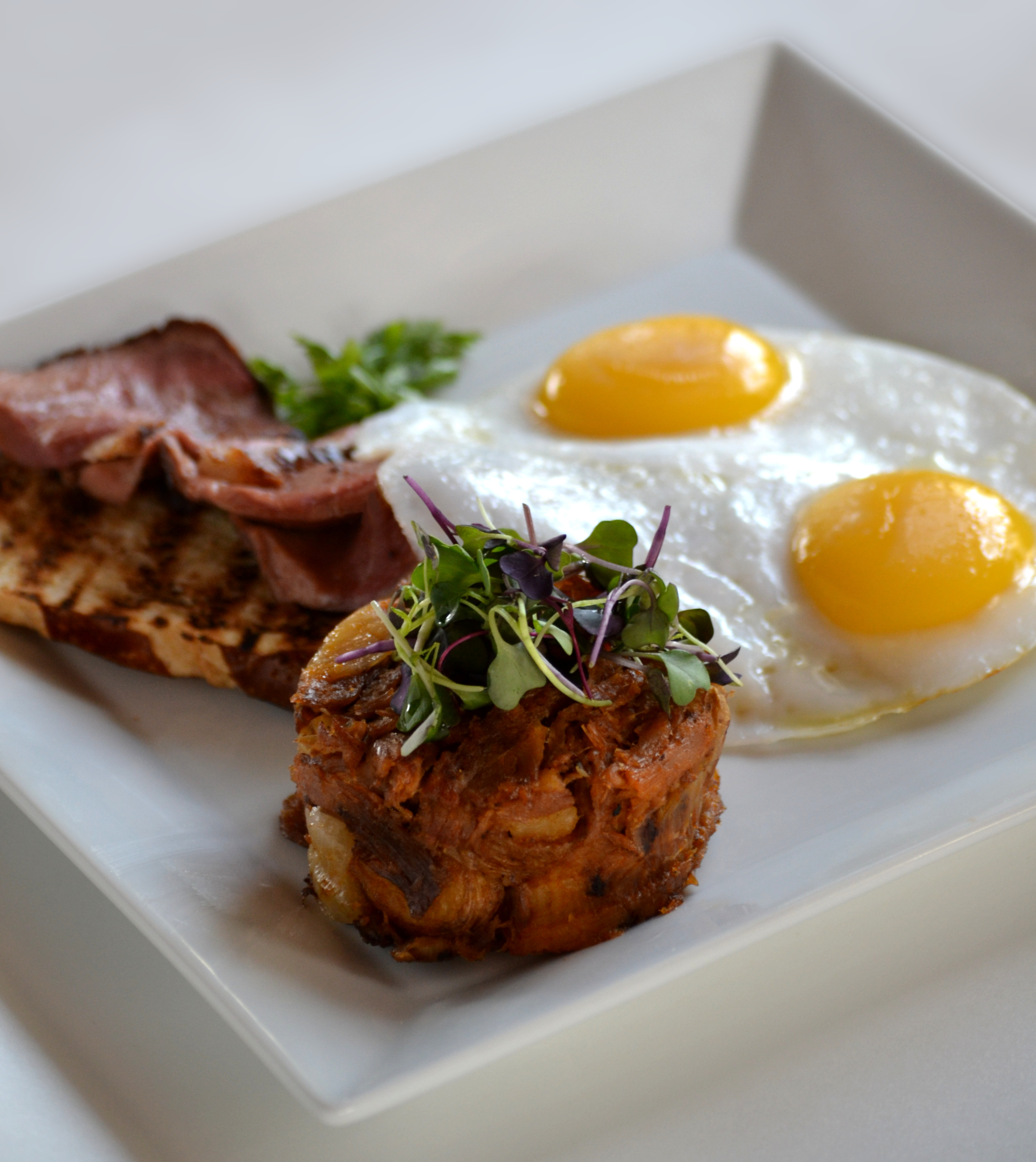
用三种鸭子产品（鸭蛋、油封鸭、烤鸭胸）做出的菜肴——“鸭鸭鸭”（Duck, Duck, Duck）

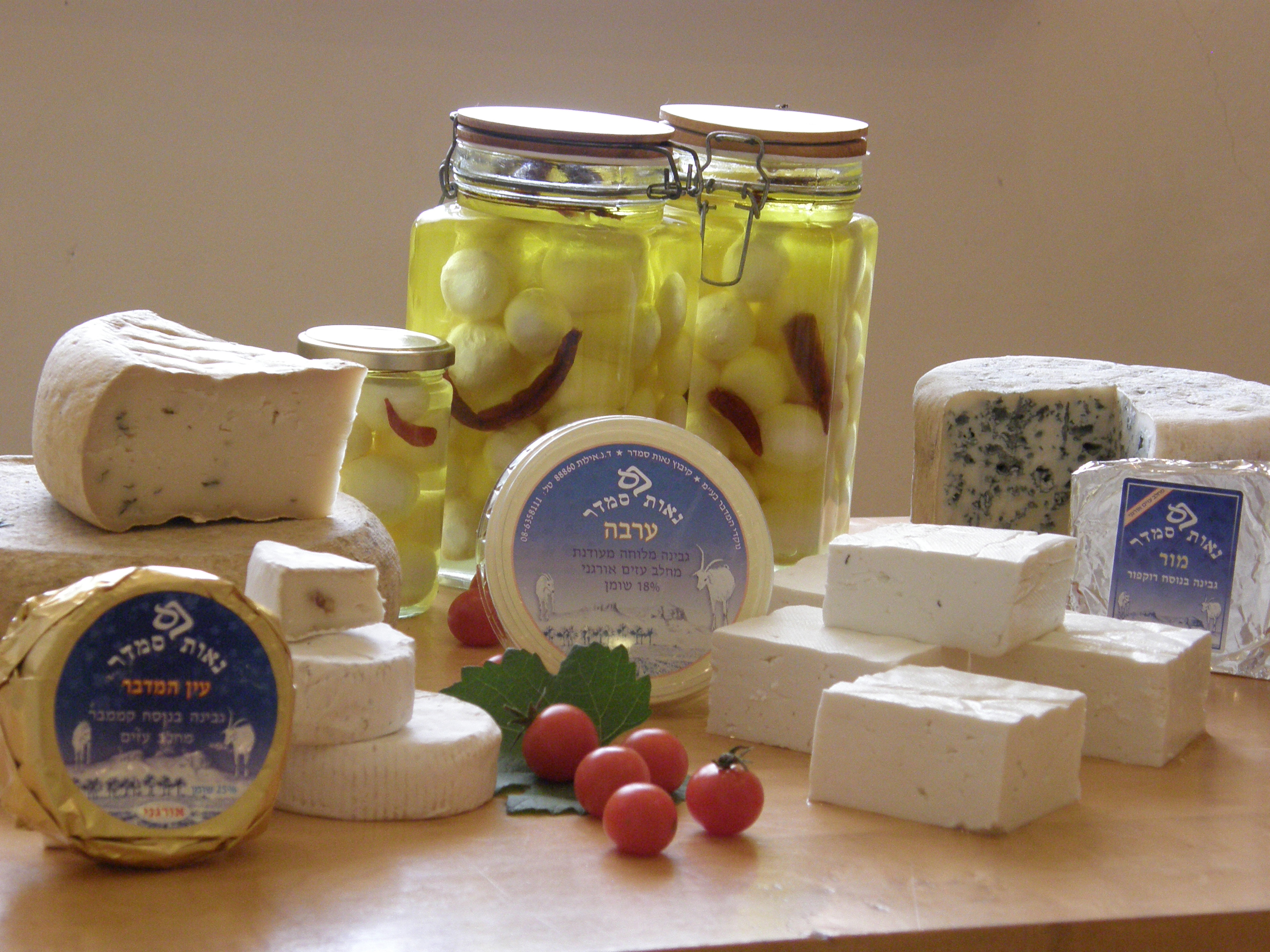
各种山羊奶酪

动物产品（animal product）泛指任何源自动物身体的产品，在国际贸易法规中使用的术语则是“动物来源产品”（products of animal origin，简称POAO）。常见的动物产品包括肉、蛋、奶、毛、皮、角、血等等，其中人类可以食用的食品（肉、蛋、奶、血等）在学术界被称为动物来源食物（animal source food，简称ASF）。
动物副产品（animal by-product，缩写ABP）则泛指除了家畜和家禽的骨骼肌以外的所有动物产品（美国农业部定义），而欧盟的定义更狭义，必须是人类不直接烹饪食用的才算是副产品，虽然一些动物副产品经过回收可能会被提炼加工成可使用的食材。由腐烂动物或化石成分产生出来的产品（比如石油）并不被算入动物产品的范畴。
许多人群的饮食习惯会禁止食用动物产品（比如素食主义和纯素主义），而另一些可能会限制允许的动物产品的种类（比如魚素主義）。一些宗教信仰会有各种各样的饮食禁忌，比如佛教和印度教都在一定程度上提倡吃素斋不吃动物产品，而犹太教的饮食规定和伊斯兰教的清真都是限制动物产品摄入的传统。

## 种类

### 食品
- 各种肉类，包括畜肉（猪肉、牛肉、羊肉等）、禽肉（鸡肉、鸭肉等）和水产肉类（鱼肉、虾肉、蟹肉、贝肉等海鲜）等等
- 各种蛋类和衍生产品（比如奶黃、蛋黃醬、蛋奶酒等等）
- 乳制品（比如乳汁、酸奶、乳酪、奶油、黄油、乳清等等）
- 下水，可以直接烹饪或加工成馅料
- 皮制食品，比如皮肚、皮冻和明胶（如阿胶）
- 血制品（比如血肠、血豆腐等等）
- 动物脂肪（比如猪油、牛脂等等）
- 蜂蜜、蜂花粉、巢蜜、蜜露等
- 食用昆虫、蠕虫和螯肢动物（比如蚕蛹、炸蜘蛛、法国蜗牛等等）
- 清汤和高汤，用于烹饪
- 鱼卵，用来食用或做鱼子酱
- 燕窝，雨燕的凝固唾液
- 猫屎咖啡

### 非食用产品
- 皮革（比如牛皮、鹿皮、鳄鱼皮等等）
- 纤维，通常是毛发（比如羊毛、羊驼毛等）和羽毛（比如鸡毛、火鸡毛等）
- 毛皮（比如貂皮、熊皮等等）
- 犄角（比如鹿角、犀角等等）
- 獠牙（比如象牙）
- 骨骼（比如虎骨）和骨炭，主要用于中药材或用来制糖和生产活性炭、染料
- 蚕丝，用来生产纱线和丝绸，以及基于丝线编织的鱼线和手术缝合线等产品
- 蜂蜡，可用作燃料（比如蜡烛）、润滑剂、保护性涂料（比如发蜡）、装饰物（比如蜡像）或用来生产食品添加剂
- 蜂王浆
- 油脂（比如绵羊油、蛋黄油、水鼬油、马油、麝猫油、鸸鹋油、臭鼬油、鲸油等等），通常用作芳香剂和添加剂，或者用来生产燃料、化工产品（肥皂、蜡烛、人造革、润滑脂）等等
- 鱼粉，可用来生产畜禽/水产饲料，以及肥料添加剂
- 分泌物（比如麝香、龙涎香、海狸香、蜗牛粘液等等），可用作护肤品和中药材
- 血清和抗体（用作毒液的解药）
- 鲎试剂
- 酪蛋白，可以用作塑料、衣物、化妆品、黏合剂和油漆中的添加剂
- 精液，用来为牲畜人工授精
- 结石（比如中药的牛黄、狗宝等）
- 粪便和海鸟粪，可用作有机肥和化肥，也可作为干粪燃料
- 珍珠、珍珠母和珊瑚，可用作珠宝和装饰材料
- 玳瑁，可用作装饰物和生产眼镜框
- 海绵，可作为简易的清洁物品
- 牛脂和硬脂精，可用来生产润滑油、肥皂和其他化工产品
- 毒液，可用来生产抗血清

## 宠物副产品

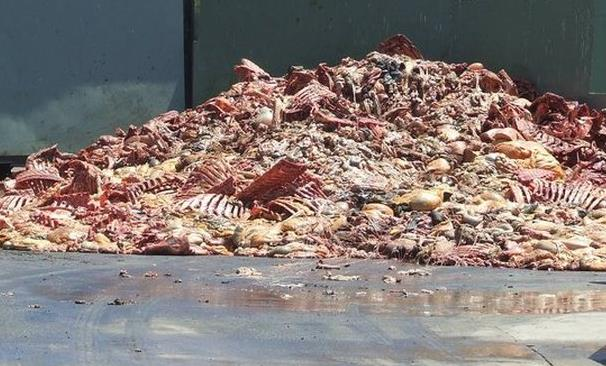
屠宰场废弃物

被除肉后剩余的动物副产品常常被屠宰场丢弃，但是这些残骸也可以被废物利用。其中一种方法就是将这些剩余部位加工成宠物食品。许多大牌的宠物食品都用动物副产品作为其配方中蛋白质的补充来源，包括脚蹄、肝脏、肺脏、脾脏、头部、被人厌恶不吃的下水以及肉骨粉。这些副产品在加工过程中会被高温消毒，因此对宠物来说既有营养又比较安全。有些宠物食品生产商为了迎合素食主义者，会声称自己的产品没有使用动物副产品，然而这种行为则被批评是在鼓励食物浪费并且降低了肉联厂的可持续性操作。

## 添加剂
- 胭脂红（carmine）：从被捣碎的雌胭脂虫中提炼，可以作为一种在果汁、糖果和酸奶内常用的食用色素[11][12][13]，大概每70000只雌胭脂虫能够生产1英磅（450克）的染料[14]。但在食品中使用胭脂红会引起争议[15][16]，有名的案例是星巴克在其“星冰乐”中使用了胭脂红[17][18]。美国食品药品监督管理局则将胭脂红认定为一种过敏原[19]。
- L-半胱氨酸（L-cysteine），从人的头发和猪的刚毛中提炼，主要用来生产饼干、面包和营养补充品。
- 凝乳酶（rennet），从反刍动物的胃里提炼出的一种酶，通常用来生产奶酪。
- 虫胶（shellac），介壳虫分泌的一种黏脂，常被用作食物染色、光泽剂和底漆。

## 额外阅读
- Extensive list identifying animal-derived and vegan ingredients （页面存档备份，存于）
- FDA Consumer Magazine: The Lowdown on Labels
- Heinz, G. & Hautzinger, P. "Meat Processing Technology" （页面存档备份，存于）, Food and Agriculture Organization, 2007, accessed March 30, 2012.
- Leoci, R., Animal by-products (ABPs): origins, uses, and European regulations, Mantova (Italy): Universitas Studiorum, 2014. ISBN 978-88-97683-47-6
- Mian N Riaz, Riaz N Riaz, Muhammad M Chaudry. Halal Food Production, CRC Press, 2004. ISBN 1-58716-029-3
- Tsai, Michelle. "What's in a can of dog food? （页面存档备份，存于）, Slate, March 19, 2007.
- Earthly Origin of Materials, is a material animal, vegetable, or mineral? （页面存档备份，存于）